# 杉坂隧道
杉坂隧道為中國自動車道兵庫縣佐用郡佐用町至岡山縣美作市的隧道。

## 概要
- 吹田、大阪方面長：650m
- 津山、廣島方面長：520m

## 歷史
- 1975年10月16日：福崎IC - 美作IC通車始啟用。

## 關連項目
- 近畿地方道路列表
- 中國地方道路列表
- 西日本高速道路

## 外部連結
- NEXCO西日本 （页面存档备份，存于）